# Long Jiang (vattendrag i Kina, Guangxi)
Long Jiang är ett vattendrag i Kina. Det ligger i den autonoma regionen Guangxi, i den södra delen av landet, omkring 210 kilometer nordost om regionhuvudstaden Nanning.
Genomsnittlig årsnederbörd är 2 096 millimeter. Den regnigaste månaden är juni, med i genomsnitt 417 mm nederbörd, och den torraste är februari, med 54 mm nederbörd.